# Kingdom Hearts: Chain of Memories
Kingdom Hearts: Chain of Memories (キングダム ハーツ チェイン オブ メモリーズ Kingudamu Hātsu Chein Obu Memorīzu?) är ett actionrollspel till Game Boy Advance från 2004. Det släpptes även en Playstation 2-version av spelet 2008 i USA och 2007 i Japan tillsammans med Kingdom Hearts II Final Mix+, samt en Playstation 3-version under namnet Kingdom Hearts HD 1.5 Remix och som gavs ut under 2013.

## Handling
Spelet utspelar sig efter händelserna från Kingdom Hearts. Sora och hans vänner Kalle Anka och Långben befinner sig vilande på en fält som ser ut att vara ändlös. Mitt på natten när Sora vaknar möter han en mystisk man som går klädd i svarta kläder. Det leder till Soras och hans vänners första möte med Organization XIII och Naminé i Castle Oblivion. Spelet skiftar sig också hos Riku, som har nyligen också stigit in i Castle Oblivion där han möter den mystiske DiZ.

## Kingdom Hearts Re:Chain of Memories
Square Enix gjorde en remake av spelet och släppte det till Playstation 2 under namnet Kingdom Hearts Re:Chain of Memories. Det släpptes den 29 mars 2007 i Japan och den 2 december 2008 i USA. Dock släpptes det inte i Europa.

## Andra Kingdom Hearts-spel
- Kingdom Hearts till Playstation 2
- Kingdom Hearts 358/2 Days till Nintendo DS
- Kingdom Hearts II till Playstation 2
- Kingdom Hearts Coded till Nintendo DS
- Kingdom Hearts Birth by Sleep till Playstation Portable
- Kingdom Hearts 3D: Dream Drop Distance till Nintendo 3DS